# CAF Urbos
CAF Urbos — серія вагонів для штрассенбану та штадтбану, створених CAF.
Баскійський виробник CAF раніше випускав локомотиви, пасажирські вагони, регіональні та підземні поїзди.
У 1993 році CAF розпочав будівництво трамваїв для Метрополітену Валенсії, поставивши до 1999 року 16 трамваїв.
Це був варіант конструкції Siemens, і деякі компоненти були поставлені компанією Siemens, включно з візками та тяговими двигунами.
Ця серія також була продана Лісабонському трамваю в 1995 році;
тоді ж CAF вирішив спроектувати та побудувати власний Urbos.
Існує три покоління CAF Urbos, відомі як Urbos 1, Urbos 2 і Urbos 3.
Перше покоління було замовлено оператором трамваю Більбао,
що отримав вісім трамваїв між 2002 і 2004 роками. Друге покоління було продано іншим операторам в Іспанії, а третє покоління продається в Іспанії, в інших країнах Європи, США, Австралії та Великої Британії.
Виробничі підприємства розташовані у Беасаїн, Сарагосу та Лінаресі, Іспанія; Елміра, США; Ортоландія, Бразилія; Ньюпорт, Велика Британія; Уеуетока, Мексика; та Баньєр-де-Бігор, Франція.

## CAF Urbos 1

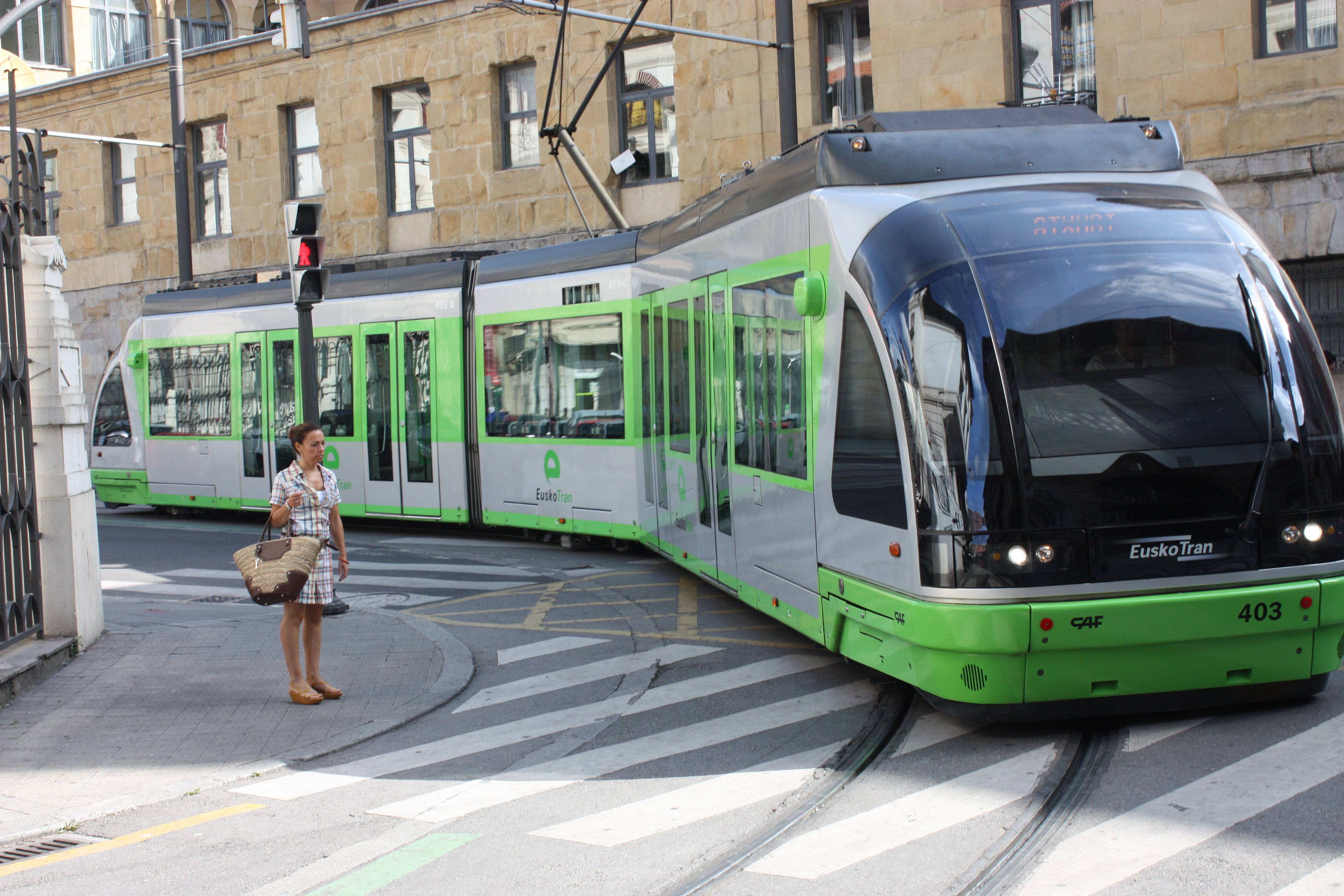
Urbos 1 в Більбао

Ця серія була продана Euskotren Tranbia управлінню трамвайними службами в Більбао.

Початкова трамвайна мережа Більбао була закрита в 1964 році, вдруге відкрито в грудні 2002 року з розширенням у 2004 році.

- Трамвай Більбао, 8 трамваїв (назва 401—408)[3]
  - 8 поїздів складаються з 70 % низькопідлогових двосторонніх з трьома візками на колії 1000 мм[4]

## CAF Urbos 2

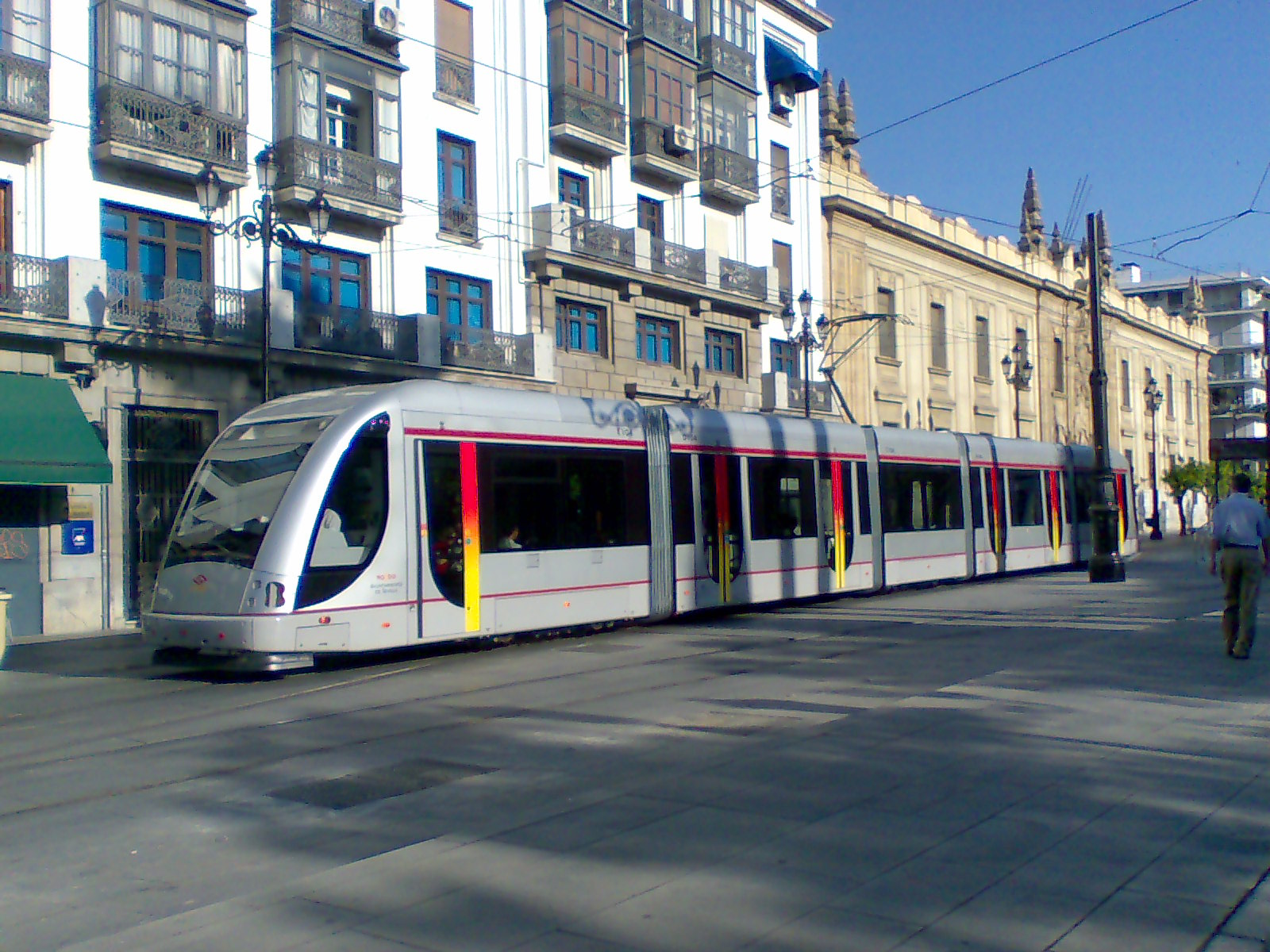
Urbos 2 під орудою MetroCentro (Севілья)

- MetroCentro[en] (замінено на Urbos 3 у березні 2011)
- Севільський метрополітен
- Трамвай Анталії
- трамвай Більбао
- Трамвай Віторія-Гастейс
- Трамвай Велес-Малага[en]

## CAF Urbos 3
CAF Urbos 3 є наступником Urbos 2; усі нові продажі -- Urbos 3. Стандартні варіанти, Urbos 100 та Urbos 70, мають або 100 %, або 70 % низькопідлогову конструкцію і максимальну швидкість 70 км/годину. Тип трамвая пропонується для метрової та стандартної колії та ширини трамвая 2300, 2400 або 2650 мм. Трамваї можна збирати з 3, 5, 7 або (тільки для Urbos 100) 9 модулів, довжина яких коливається від 23 до 56 метрів.
CAF розробила можливість вбудовувати літій-іонні суперконденсатори та акумулятори 'Greentech Freedrive' для Urbos 3
,
що дозволяє короткочасну роботу без зовнішнього електроживлення.

Ця система ACR (Acumulador de Carga Rápida) дозволила оператору трамвая в Севільї видалити повітряні дроти у ключових місцях під час Страсного тижня 2011 року.

Він також використовувався у Люксембурзі, Гранаді, Сарагосі та Західному Мідлендсі.

### Urbos 70 та Urbos 100

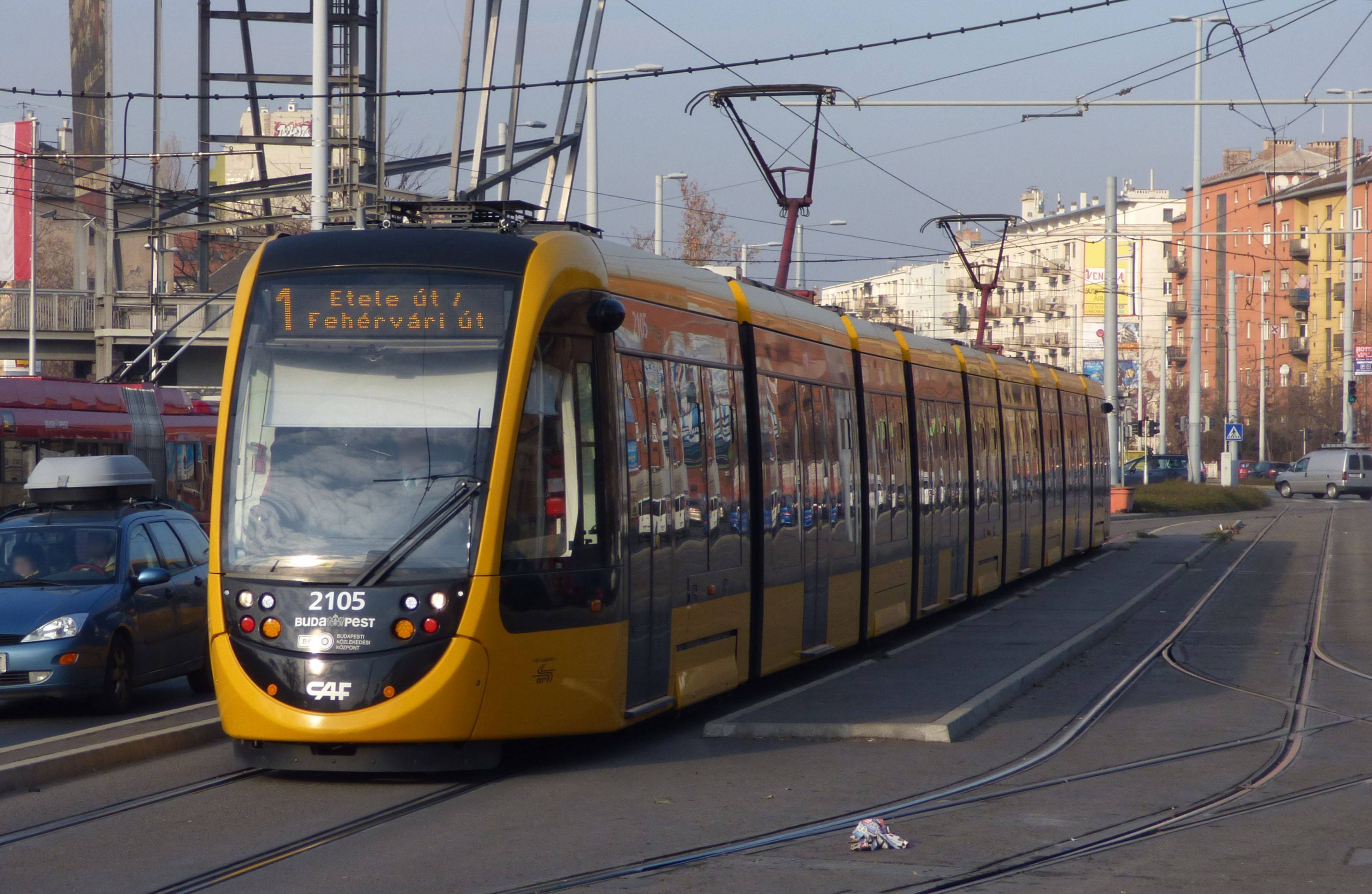
9-модульний Urbos 3 у Будапешті

| Система                          | Держава         | Кількість | Вартість замовлення                           | Примітки |
| Європа                           | Європа          | Європа    | Європа                                        | Європа |
| -------------------------------- | --------------- | --------- | --------------------------------------------- | --- |
| Антверпенський трамвай           | Бельгія         | 66        |                                               | |
| Береговий трамвай                | Бельгія         | 57        |                                               | Вперше буде поставлено наприкінці 2019 року з можливістю ще п'яти, по відкриттю нової дистанції Коксейде — Верне                                                                                    |
| Гентський трамвай                | Бельгія         | 18        |                                               | |
| Льєзький трамвай                 | Бельгія         |           | 360 млн євро                                  | |
| Безансонський трамвай            | Франція         | 19        | 34.4 млн євро                                 | [ 12 ] |
| Нантський трамвай                | Франція         | 8         | 22 млн євро                                   | Додатково ще 4 трамваї за 10 млн євро |
| Фрайбурзький трамвай             | Німеччина       | 17        |                                               | та додатково 8 вагонів замовлено |
| Будапештський трамвай            | Угорщина        | 47+26     | 90 млн євро                                   | Поставлено 51 трамвай |
| Дебреценський трамвай            | Угорщина        | 18        |                                               | [ 21 ] |
| Люксембурзький трамвай           | Люксембург      | 21        | 83 млн євро                                   | В дії з 2017 |
| Амстердамський трамвай           | Нідерланди      | 72        |                                               | Замовлення 63 вагонів в 2016. В дії з січня 2021. |
| Утрехтський штадтбан             | Нідерланди      | 27        |                                               | Поставлено в 2018 |
| Утрехтський штадтбан             | Нідерланди      | 22        |                                               | В дії з 2020 |
| Трамвай в Осло                   | Норвегія        | 87        |                                               | Найменовано як SL18. Перші два поставлені в 2020 року. В дію має бути введено в 2024 році. Замовлено ще 60                                                                                          |
| Белградський трамвай             | Сербія          | 30        |                                               | [ 27 ] |
| Трамвай-потяг Кадіської затоки   | Іспанія         |           |                                               | |
| Гранадський метротрам            | Іспанія         | 13        | 43.9 млн євро                                 | Замовлено ще 4 трамваї |
| Легкий метрополітен Малаги       | Іспанія         | 14        |                                               | [ 28 ] |
| MetroCentro                      | Іспанія         | 4         |                                               | |
| Трамвай Віторія-Гастейс          | Іспанія         | 7         |                                               | Місцева позначка Euskotren 600 серії |
| Трамвай Сарагоси                 | Іспанія         | 21        |                                               | [ 29 ] |
| Лундський трамвай                | Швеція          | 7         |                                               | В дії з 2020 |
| Метро Західного Мідландсу        | Велика Британія | 21        | 40 млн євро                                   | Буде побудовано ще 20-49 трамваїв для 2 нових ліній. |
| Единбурзький трамвай             | Велика Британія | 27        |                                               | |
| Америка                          |                 |           |                                               | |
| Куяба                            | Бразилія        | 40        |                                               | [ 32 ] |
| Салвадорський метрополітен       | Бразилія        |           |                                               | |
| Трамвай у Канзас-Сіті            | США             | 5         |                                               | плюс 1 вагон замовлено |
| Трамвай Цинциннаті               | США             | 5         | 25 млн доларів США                            | [ 36 ] |
| Сіетл                            | США             | 10        | 50 млн доларів США                            | [ 34 ] |
| Азійсько-Тихоокеанський регіон   |                 |           |                                               | |
| Канберра                         | Австралія       | 14        | 65 млн австралійських доларів                 | 5-модульний 100. Поставлено в 2018 році, діє з квітня 2019 року |
| Ньюкасл                          | Австралія       | 6         |                                               | 5-модульний 100 серії. Поставлено 2018/19 |
| Сідней                           | Австралія       | 12        | 20 млн австралійських доларів (перша частина) | 5-модульний 100 серії. Початкове замовлення на 6 трамваїв; Згодом збільшено до 12. Ще чотири трамваї для цієї лінії були замовлені CAF у червні 2021 року. Діє на Внутрішньому Західному штадтбану. |
| Сідней                           | Австралія       | 13        |                                               | 7-модульний 100 серії акумуляторний. Працюватиме на лінії штадтбану Парраматта, відкриття якого заплановано на 2023 рік. [44].                                                                      |
| Єрусалимський швидкісний трамвай | Ізраїль         | 114       |                                               | Для Зелена лінія. В дії з 2024 |
| Кільцева лінія                   | Тайвань         | 9         |                                               | Без контактної мережі |
| Африка                           |                 |           |                                               | |
| Metro Express                    | Маврикій        | 18        | 100 млн євро                                  | В дії з грудня 2019 |

### Urbos AXL

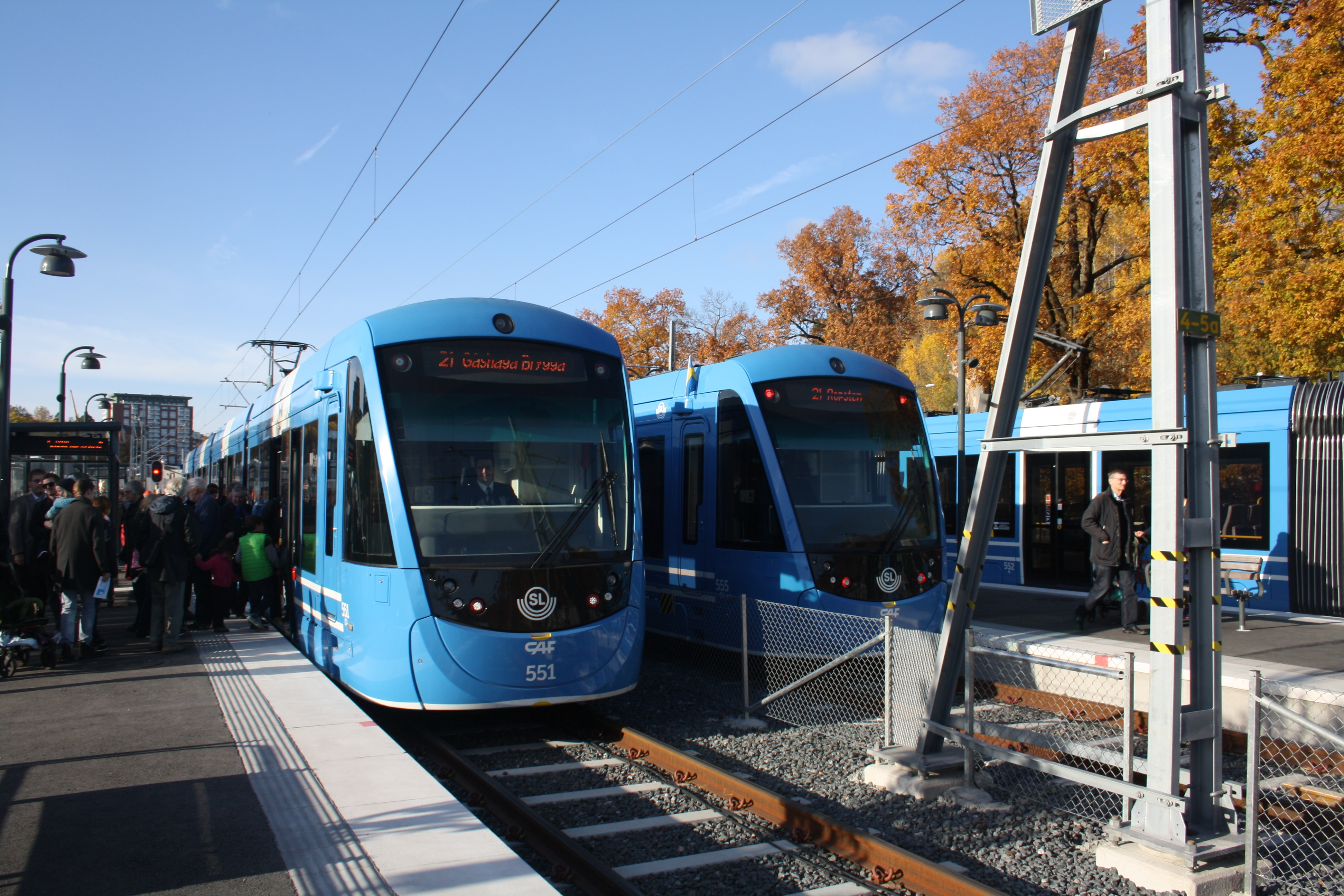
Urbos AXL у Стокгольмі

Трамваї серії Urbos AXL мають більші вагони та візки з поворотною віссю у залізничному стилі. 
З максимальною швидкістю 90 км/годину він розрахований на високопродуктивні масові системи швидкого транзиту.
  
На 2021 рік цей тип трамваїв використовується лише у двох країнах Північної Європи:
- Таллінн, Естонія, (20 трамваїв)[44]
- Стокгольм, Швеція (22 трамваї)[13][45]

### Urbos TT
Серія Urbos TT побудована за технологією трамвай-поїзд, що сполучає існуючу інфраструктуру важких залізниць безпосередньо з системами міських трамваїв.

### Urbos LRV

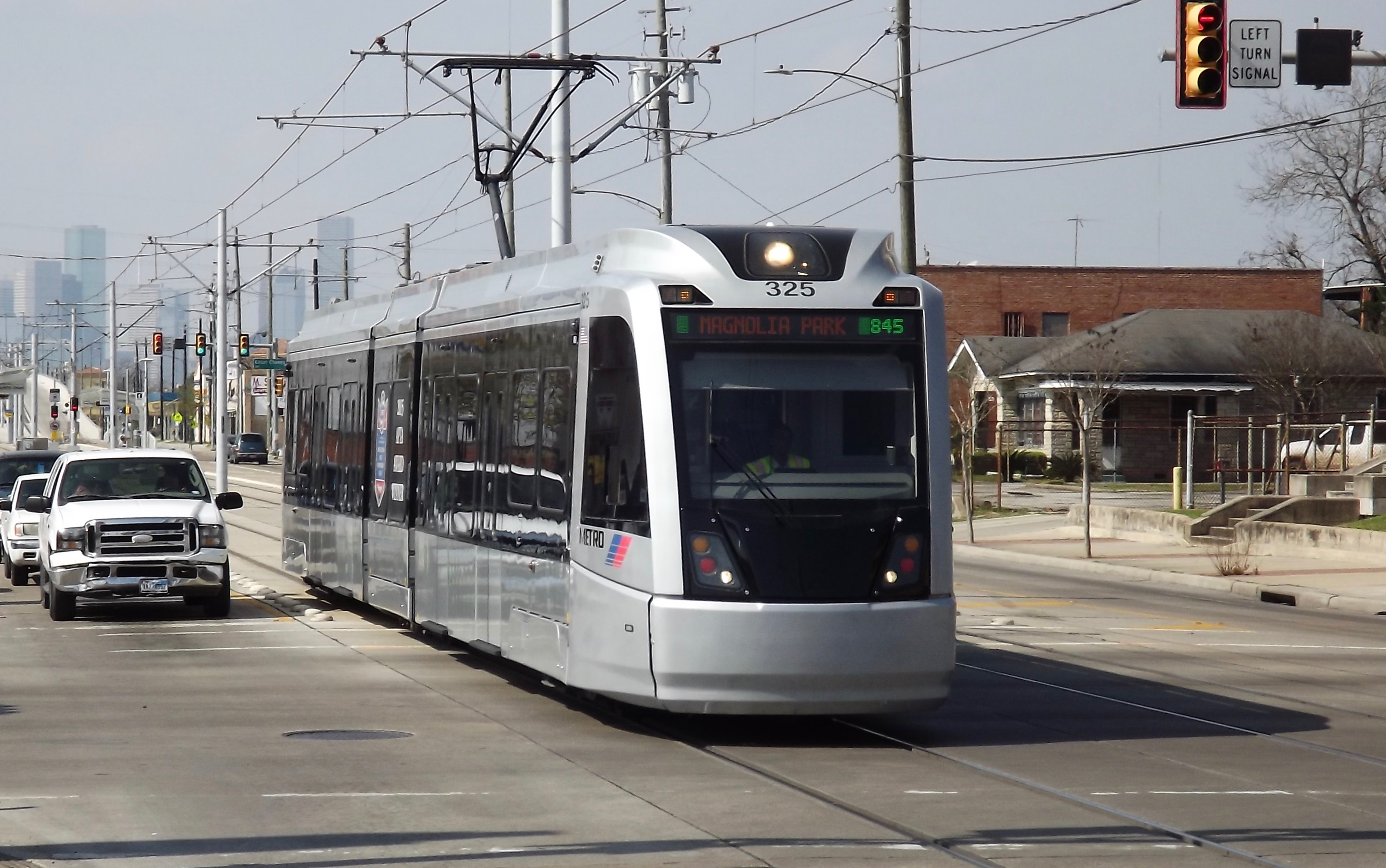
Urbos LRV у Х'юстоні

Трисекційний шарнірний вагон, що має три візки, варіант Urbos LRV призначений для ринку Північної Америки.
- Х'юстоні, Техас, США (замовлено 39 вагонів)[46]
- Бостон, Массачусетс, США (замовлено 24 вагонів)[47]

### LRTA 13000 class[en]
Серія LRTA 13000 — варіант високопідлогових вагонів Urbos -- 120 трамваїв були замовлені для залізничної мережі Лінії 1 штадтбану у Манілі, Філіппіни.

Був розроблений CAF разом з Mitsubishi Corporation та побудований на базі CAF в Уеуетоці, Мексика. 

Перші два вагонні комплекти з 8 вагонів прибули у січні 2021 року. 
Вони, як очікується, розпочнуть працювати до третього кварталу 2021 року, а поставка всіх 120 одиниць буде завершена до 2022 року. 
Після того, як усі вагони будуть введені в експлуатацію, вони з часом замінять застарівші LRTA 1000 class, яким близько 40 років. 